# جبهه (جنگ)

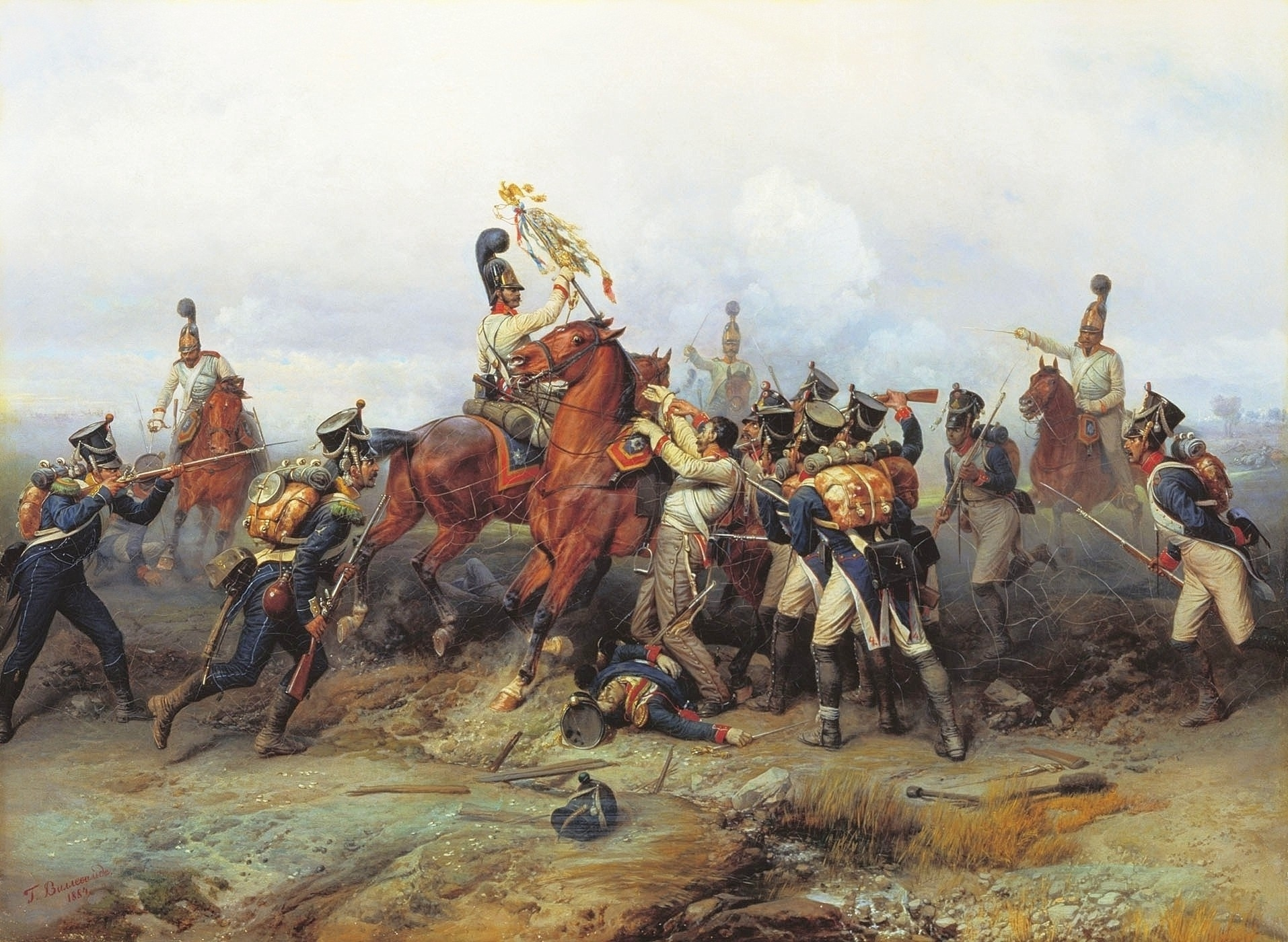
در تصویر بالا یک نبرد یا به اصطلاح جنگ را مشاهده می کنید

در جنگ، جبهه منطقه یا محلی است که در آن رخدادهای مهم نظامی رخ می‌دهد یا در حال پیشرفت است. یک جبهه ممکن است شامل تمامیت منطقهٔ هوا فضا، زمین و دریایی باشد که ممکن است به‌طور بالقوه تبدیل به منطقهٔ درگیر در عملیات جنگی بشود.